# Pierre Graber

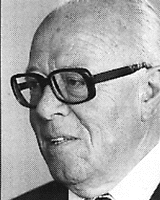
Pierre Graber

Pierre Graber (ur. 6 grudnia 1908, zm. 19 lipca 2003) – szwajcarski polityk, członek Rady Związkowej od 10 grudnia 1969 do 31 stycznia 1978. Kierował departamentem politycznym (1970-1978).
Był członkiem Socjaldemokratycznej Partii Szwajcarii.
Pełnił także funkcje przewodniczącego Rady Narodowej (1965–1966) oraz wiceprezydenta (1974) i prezydenta (1975) Konfederacji.